# 樊炳清
樊炳清（1876年—1931年？），字少泉，又字抗夫，浙江山陰（今紹興）人。
1877年生於貴陽。1898年與王國維、沈紱等人在東文學社時同學。隨羅振玉任湖北農務學堂從事翻譯工作，1899年翻譯出版桑原騭藏的《東洋史要》一書。辛亥革命後任上海商務印書館編輯。1918年離開編譯所，在館外承擔編輯工作。1920年着手《哲学辞典》的编辑工作，到1924年完成。大約1931年卒於上海。長子樊豐令娶羅振玉之孫女為妻。